# Аца (река)
Аца́ (бур. Аса — «развилина, развилистый») — река в Забайкальском крае России, левый приток Чикоя.
Берёт начало на склонах Асинского хребта. Длина реки — 85 км. Площадь водосборного бассейна — 2150 км². Среднегодовой расход воды — 18,38 м³/с.
Код водного объекта — 16030000212116300010320.